# Mickey et son ami Pluto
Pour plus de détails, voir Fiche technique et Distribution.
Mickey et son ami Pluto (Mickey's Pal Pluto) est un dessin animé de Mickey Mouse produit par Walt Disney pour United Artists et sorti le 18 février 1933.

## Synopsis
Pluto sauve une portée de chatons jetés dans un panier à la rivière. Il tente de s'en occuper mais Mickey le met dehors afin qu'il ne blesse pas les petits chats. Pluto se retrouve alors rejeté et ignoré. Malheureusement certains chatons arrivent à se faufiler dehors et tombent dans le puits. Commence alors dans la tête de Pluto une bataille entre sa bonne conscience qui lui dit de sauver les chatons et sa mauvaise conscience qui lui rappelle que par leur faute il a été mis dehors, abandonné.
Le bon côté parvient à vaincre et Pluto est alors reconnu comme un héros.

## Fiche technique
- Titre original : Mickey's Pal Pluto
- Autres Titres[1] :
  - France : Mickey et son ami Pluto
  - Suède : Hund och katt
- Série : Mickey Mouse
- Réalisateur : Burt Gillett
- Voix : Walt Disney (Mickey), Marcellite Garner (Minnie)
- Producteur : Walt Disney, John Sutherland
- Distributeur : United Artists
- Date de sortie : 18 février 1933[2]
- Format d'image : Noir et Blanc
- Son : Mono RCA Photophone
- Durée : 7 min
- Langue : (en)
- Pays :  États-Unis

## Commentaires
Ce dessin animé montre que Pluto est doué de conscience, et même de deux consciences, une angélique et l'autre diabolique.